# Landesregierung Weißgatterer II
Die Weißgatterer II bildete die zweite gewählte Tiroler Landesregierung nach dem Zweiten Weltkrieg während der II. Gesetzgebungsperiode, wobei die Amtszeit der Regierung vom Beginn der Gesetzgebungsperiode 25. Oktober 1949 bis zum Tod von Landeshauptmann Alfons Weißgatterer am 31. Jänner 1951 bzw. der Angelobung der Nachfolgeregierung Grauß I dauerte.

## Regierungsmitglieder
| Amt                            | Name                | Partei | Geschäftsfelder |
| ------------------------------ | ------------------- | ------ | --------------- |
| Landeshauptmann                | Alfons Weißgatterer | ÖVP    |                 |
| Landeshauptmann-Stellvertreter | Josef Anton Mayr    | ÖVP    |                 |
| Landeshauptmann-Stellvertreter | Franz Hüttenberger  | SPÖ    |                 |
| Landesrat                      | Hans Gamper         | ÖVP    |                 |
| Landesrat                      | Franz Tschiggfrey   | ÖVP    |                 |
| Landesrat                      | Eduard Wallnöfer    | ÖVP    | Landwirtschaft  |
| Landesrat                      | Alois Heinz         | SPÖ    |                 |
| Landesrat                      | Hermann Egger       | WdU    |                 |